# 1901年のメジャーリーグベースボール
以下は、メジャーリーグベースボール（MLB）における1901年のできごとを記す。
この年アメリカンリーグがメジャーリーグとしてスタートし、、ナショナルリーグとの二大リーグ体制が始まった。
1901年4月18日に開幕し10月6日に全日程を終え、ナショナルリーグはピッツバーグ・パイレーツが1882年に加盟以来初めてリーグ優勝し、アメリカンリーグはシガゴ・ホワイトストッキングス(現在のホワイトソックス)がリーグ最初のシーズンを優勝した。
1900年のメジャーリーグベースボール - 1901年のメジャーリーグベースボール - 1902年のメジャーリーグベースボール

## できごと
メジャーリーグとして最初のシーズンとなった1901年、ナショナルリーグと対抗するために、フィラデルフィアとボストンに球団を設置し、ナショナルリーグに拒否されたワシントンとボルチモアにも球団を置いた。バン・ジョンソン会長はボルチモア・オリオールズにはセントルイス・カージナルスからジョン・マグローを監督に呼び、フィラデルフィア・アスレチックス(現在のオークランド・アスレチックス)にはピッツバーグ・パイレーツの選手兼監督だったコニー・マックを監督に呼び、ボストン・アメリカンズ(現在のボストン・レッドソックス)にはジェームス・コリンズ、シカゴ・ホワイトストッキングスにはシカゴ・オーファンス(現在のシカゴ・カブス)の監督であったクラーク・グリフィスをそれぞれ呼び、選手ではナポレオン・ラジョイ、ウイリー・キーラー、エド・ドラハンティ、サイ・ヤングなどナショナルリーグのスターたちを引き抜いた。このことでナショナルリーグとは対立し、両リーグは抗争状態であった。
ミルウォーキー・ブルワーズはシーズン終了後、セントルイスに移転することを決め、翌1902年にセントルイス・ブラウンズとなった。

### アメリカンリーグ創立時の球団
- シカゴ・ホワイトストッキングス（シカゴ・ホワイトソックス ）
  - シカゴ・ホワイトストッキングス (1901年-1903年)→シカゴ・ホワイトソックス (1904年-現在 )
- ボストン・アメリカンズ（ボストン・レッドソックス）
  - ボストン・アメリカンズ (1901年-1907年)→ボストン・レッドソックス (1908年-現在)
- フィラデルフィア・アスレチックス（オークランド・アスレチックス）
  - フィラデルフィア・アスレチックス(1901年-1954年)→カンザスシティ・アスレチックス(1955年-1967年)→オークランド・アスレチックス(1968年-現在)
- デトロイト・タイガース
  - デトロイト・タイガース (1901年 - 現在)
- ボルチモア・オリオールズ（ニューヨーク・ヤンキース ）
  - ボルチモア・オリオールズ(1901年-1902年)→ ニューヨーク・ハイランダーズ(1903年-1912年)→ ニューヨーク・ヤンキース(1913年-現在)
- クリーブランド・ブルーバーズ（クリーブランド・ガーディアンズ）
  - クリーブランド・ブルーバーズ(1901年)→クリーブランド・ブロンコス(1902年)→クリーブランド・ナップス(1903年-1914年)→クリーブランド・インディアンス(1915年-2021年 )→クリーブランド・ガーディアンズ(2022年-現在 )
- ミルウォーキー・ブルワーズ（ボルチモア・オリオールズ ）
  - ミルウォーキー・ブルワーズ (1901年)→セントルイス・ブラウンズ (1902年-1953年)→ボルチモア・オリオールズ (1954年-現在)
- ワシントン・セネタース（ミネソタ・ツインズ）
  - ワシントン・セネタース(1901年 - 1960年)→ミネソタ・ツインズ (1961年-現在)

### ナポレオン・ラジョイ
アメリカンリーグの最初の年に、フィラデルフィア・アスレチックスのナポレオン・ラジョイことナップ・ラジョイは打率・得点・安打・打点・本塁打で全てアメリカンリーグのトップとなった。これはこの1901年が近代野球の始まった年とすれば最初の三冠王である。それ以前の19世紀には1878年のポール・ハインズ、1887年のティップ・オニール、1894年のヒュー・ダフィーが達成してそれ以来の4人目となる。しかし打点は1907年から公式に記録されるようになったことで、この4人の三冠王は忘れられていた。またこの当時、打点や本塁打はそれほど重要視されず、むしろ打率と得点と安打数を重要視していたとする説と打率・打点・安打数を重要視していたとする説があり、本塁打はベーブ・ルース以降から注目されたもので、また打点の定義がリーグによって微妙に違い、公式記録として出されたのが1907年以後であったことで、当時の三冠の重みは現在とは全く違っていたことになる。現在では1909年のタイ・カッブを近代野球最初の三冠王とする説が多いが、一方では1922年のロジャース・ホンスビーの三冠達成が近代野球での最初の三冠王(打率・打点・本塁打)である、とする主張もある。それでも1901年のナポレオン・ラジョイのこの記録はあとから振り返ると、8年後の1909年にタイ・カッブが打率.377・9本塁打・107打点・76盗塁を記録し、3年連続の最多安打、打点王、首位打者に加え、本塁打王、盗塁王を獲得し、史上ただ一度の打撃全タイトル制覇（当時はタイトルでなかったものを含む）を達成し、さらに得点数、塁打数、出塁率、長打率、OPSを含め合計10部門でリーグトップであったことと比べると、盗塁王にはなれなかったが、4割2分6厘の打率と安打数が多く最多二塁打を獲得していることを見ると、不滅の記録であることには間違いはない。

### サイ・ヤング
セントルイス・カージナルスのサイ・ヤングは、この年創設されたアメリカンリーグに移ってボストン・アメリカンズに所属した。ヤングは32歳になっていたが、当時、ナショナルリーグでは選手年俸の上限が2,400ドルで、アメリカンズが3,000ドルを上回る条件を提示したことで移籍を決意した。そしてこの年に最多勝(33勝)、最多奪三振158、最優秀防御率1.62を記録し、7月3日には史上7人目となる通算300勝を達成している。翌年には32勝、その次の年も28勝で3年連続最多勝となり、投手として最も充実した時期を迎えた。

### ランニングホームラン
シンシナティ・レッズのサム・クロフォードは、レギュラーとなったこの年に本塁打16本、打点104を打ちナショナルリーグの本塁打王となる。この16本の本塁打のうち実に12本がランニングホームランで、これは現在でも1シーズンのランニングホームラン数のメジャーリーグ記録となっている。ただしこの時代の野球場には外野スタンドが無かったり、外野フェンスはあるがそのフェンスの前に観客が座り込んでいたりして、本塁打は二塁打・三塁打の延長であり、フェンス越えの外野スタンドに入る本塁打はもともと少なかった。本塁打に注目が集まるようになるのは1920年代にベーブ・ルースが登場した頃からである。

### バント打ちの名人
セントルイス・カージナルスのジェシー・バーケットはアメリカンリーグが創設されたこの年に、打率.376で自身3度目の首位打者となった。バントがうまくこの当時は2ストライク後のバント失敗でもアウトにならずファウルであったので、この年は1896年と同じく最多得点と最多安打（226安打）でもあった。そして翌1902年にアメリカンリーグのセントルイス・ブラウンズに移籍したが、その年から2ストライク後のバントによるファウルはアウトとされるようになり、バント打ちの名人だったバーケットにはこのルールの変更は大きく、成績は3割前後まで落ち込んでしまい、ブラウンズでは特に目立った活躍ができず1905年にレッドソックスに移籍してその年限りで引退した。（1946年殿堂入り）

### その他
- 1901年のニューヨーク・ジャイアンツの本拠地ポロ・グラウンドでのある日の試合でのこと。その日は寒くビールもソーダ水も売れず売店では頭を抱えていた。そこで球場の店主はすぐにフランクフルトソーセージとロールパンを大量に仕入れて、ソーセージをほっかほかほかに熱し、芥子を塗ってロールパンにはさみ、「熱いうちにいかが・・」と売り子たちに歩かせた。冷え込むスタンドで観戦していたファンは、たちまちこれに飛びついて食べた。このソーセージ入りロールパンはすぐに評判となり球場の名物となった。間もなくこの食べ物をホットドッグと名付けられ、野球が生んだ食べ物として有名になった。

### 規則の改訂
- ナショナルリーグが、この年から打者が打ったファウルボールが2ストライクまでカウントするとし、また捕手はキャッチャーズボックスの中で投球を受けなくてはならない、とした。（アメリカンリーグは同年これらの規則を適用せず、2年後の1903年から適用した）
- 無死および一死の時にインフィールドフライのルールが採用されるようになった。
- リーグ会長が、試合で罰金及び退場となった選手やコーチに対し出場停止処分を下せるようになった。

### その他
- 1901年のメジャーリーグ観客動員数　　360万3,615人　(アメリカンリーグ 168万3,584人・ナショナルリーグ 192万0,031人）　　出典：アメリカ・プロ野球史　　64P　　鈴木武樹　著　　三一書房

## 最終成績
| 順 | チーム                           | 勝利 | 敗戦 | 勝率 | G差  |
| -- | -------------------------------- | ---- | ---- | ---- | ---- |
| 1  | シカゴ・ホワイトストッキングス   | 83   | 53   | .610 | --   |
| 2  | ボストン・アメリカンズ           | 79   | 57   | .581 | 4.0  |
| 3  | デトロイト・タイガース           | 74   | 61   | .548 | 8.5  |
| 4  | フィラデルフィア・アスレチックス | 74   | 62   | .544 | 9.0  |
| 5  | ボルチモア・オリオールズ         | 68   | 65   | .511 | 13.5 |
| 6  | ワシントン・セネタース           | 61   | 72   | .459 | 20.5 |
| 7  | クリーブランド・ブルーバーズ     | 54   | 82   | .397 | 29.0 |
| 8  | ミルウォーキー・ブルワーズ       | 48   | 89   | .350 | 35.5 |

| 順 | チーム                       | 勝利 | 敗戦 | 勝率 | G差  |
| -- | ---------------------------- | ---- | ---- | ---- | ---- |
| 1  | ピッツバーグ・パイレーツ     | 90   | 49   | .647 | --   |
| 2  | フィラデルフィア・フィリーズ | 83   | 57   | .593 | 7.5  |
| 3  | ブルックリン・スーパーバス   | 79   | 57   | .581 | 9.5  |
| 4  | セントルイス・カージナルス   | 76   | 64   | .543 | 14.5 |
| 5  | ボストン・ビーンイーターズ   | 69   | 69   | .500 | 20.5 |
| 6  | シカゴ・オーファンス         | 53   | 86   | .381 | 37.0 |
| 7  | ニューヨーク・ジャイアンツ   | 52   | 85   | .380 | 37.0 |
| 8  | シンシナティ・レッズ         | 52   | 87   | .374 | 38.0 |

## 個人タイトル

### アメリカンリーグ
| 項目   | 選手                     | 記録 |
| ------ | ------------------------ | ---- |
| 打率   | ナップ・ラジョイ (PHA)   | .426 |
| 本塁打 | ナップ・ラジョイ (PHA)   | 14   |
| 打点   | ナップ・ラジョイ (PHA)   | 125  |
| 得点   | ナップ・ラジョイ (PHA)   | 145  |
| 安打   | ナップ・ラジョイ (PHA)   | 232  |
| 盗塁   | フランク・イズベル (CWS) | 52   |

| 項目   | 選手                         | 記録 |
| ------ | ---------------------------- | ---- |
| 勝利   | サイ・ヤング (BOS)           | 33   |
| 敗戦   | ピート・ドーリング (MLA/CLE) | 26   |
| 防御率 | サイ・ヤング (BOS)           | 1.62 |
| 奪三振 | サイ・ヤング (BOS)           | 158  |
| 投球回 | ジョー・マクギニティ (BLA)   | 382  |
| セーブ | ビル・ホッファー (CLE)       | 3    |

### ナショナルリーグ
| 項目   | 選手                       | 記録 |
| ------ | -------------------------- | ---- |
| 打率   | ジェシー・バーケット (STL) | .376 |
| 本塁打 | サム・クロフォード (CIN)   | 16   |
| 打点   | ホーナス・ワグナー (PIT)   | 126  |
| 得点   | ジェシー・バーケット (STL) | 142  |
| 安打   | ジェシー・バーケット (STL) | 226  |
| 盗塁   | ホーナス・ワグナー (PIT)   | 49   |

| 項目   | 選手                     | 記録 |
| ------ | ------------------------ | ---- |
| 勝利   | ビル・ドノバン (BRO)     | 25   |
| 敗戦   | ダミー・テイラー (NYG)   | 27   |
| 防御率 | ジェシー・タネヒル (PIT) | 2.18 |
| 奪三振 | ヌードルズ・ハーン (CIN) | 239  |
| 投球回 | ヌードルズ・ハーン (CIN) | 375⅓ |
| セーブ | ビル・ドノバン (BRO)     | 3    |
| セーブ | ジャック・パウエル (STL) | 3    |